# Volker Dittmann
Volker Dittmann (* 1951) ist ein in der Schweiz tätiger deutscher forensischer Psychiater und Rechtsmediziner. Er war von 1996 bis 2014 Ordinarius für Forensische Psychiatrie und für Rechtsmedizin an der Universität Basel.

## Leben
Dittmann studierte Medizin in Münster und Lübeck. Anschließend durchlief er an der Universität zu Lübeck die Ausbildung zum Facharzt für Rechtsmedizin sowie zum Facharzt für Psychiatrie. 1981 promovierte er und trat dann eine Stelle als Oberarzt am Institut für Rechtsmedizin sowie der Psychiatrischen Universitätsklinik in Lübeck an.
Von 1989 bis 2011 war er an der Forensischen Psychiatrischen Klinik der Universität Basel zunächst als Leitender Arzt, später als Chefarzt tätig. Am 30. Juni 2011 ging er in Pension. An der Universität Basel war er bis 2014 weiterhin als Lehrbeauftragter für Rechtsmedizin tätig. Dittmann ist Mitautor des Lehrbuchs „Forensische Psychiatrie“ von Norbert Nedopil.

## Gutachtertätigkeit
Dittmann ist ein bekannter forensischer Gutachter, er entwickelte mit anderen eine Kriterienliste zur Standardisierung der Kriminalprognose, die in der Forensischen Psychiatrie häufig auch als "Dittmann-Liste" bezeichnet wird.